# Robert Grant (bioloog)

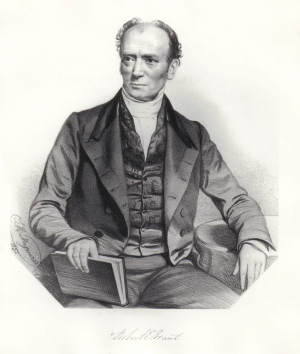
Robert Grant in 1852

Robert Edmond Grant (Edinburgh, 11 november 1793 - Londen, 23 augustus 1874) was een Schots zoöloog en anatoom. Grant was vanaf 1827 de eerste hoogleraar in de zoölogie en vergelijkende anatomie aan het University College London. Hij was een aanhanger van de ideeën over evolutie van de Franse bioloog Étienne Geoffroy Saint-Hilaire en was leraar van Charles Darwin, die hij met de ideeën van Geoffroy Saint-Hilaire en Jean-Baptiste de Lamarck in aanraking bracht.

## Levensloop

### Opleiding

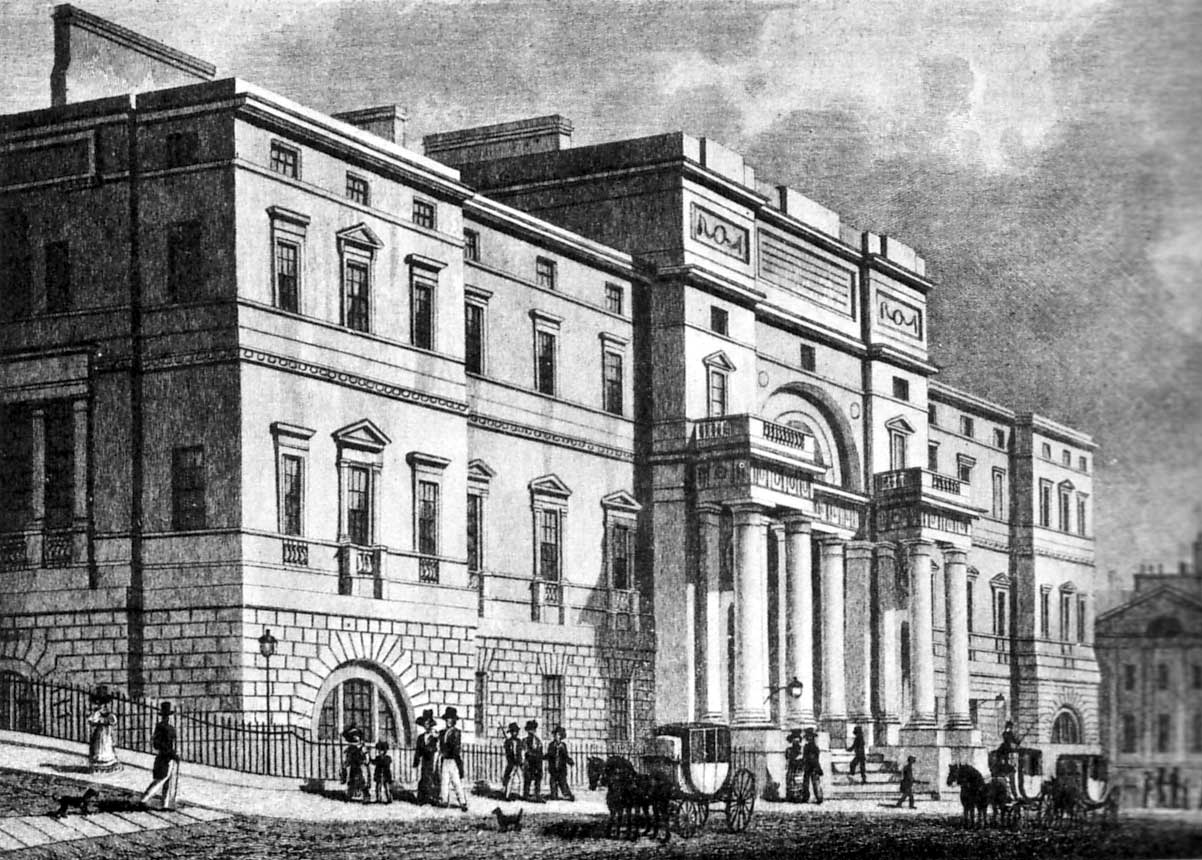
De universiteit van Edinburgh in 1827.

Robert Grant was de zevende zoon van in totaal 14 kinderen van Alexander Grant. Zijn eerste onderwijs kreeg hij door privélessen van zijn vader. Vanaf 1803 zat hij vier jaar lang op de Royal High School in Edinburgh, waar hij in Engels, Latijn, Grieks, geografie en geschiedenis onderwezen werd. Later kwamen daar nog wiskunde en Frans bij. Onder zijn medeleerlingen bevond zich Alexander Tweedie (1794-1884). Een aantal maanden na de dood van zijn vader in 1808 begon hij een studie literatuur aan de universiteit van Edinburgh. In het jaar daarop bezocht hij colleges in de scheikunde van Thomas Charles Hope en in de anatomie van Alexander Monro III (1773-1859). In de daaropvolgende vier jaren studeerde Grant medicijnen. Zijn leraren waren John Thomson (1765-1846) in de chirurgie en John Gordon (1786-1818) in anatomie en fysiologie. In 1810 zette Grant zijn opleiding door aan de Royal Infirmary of Edinburgh waar hij 's zomers colleges in de natuurlijke historie van Robert Jameson (1774-1854) volgde. Een jaar later werd hij lid van de Royal Medical Society, waarvan hij in 1814 voorzitter was.
In 1814 studeerde hij af in de medicijnen met een dissertatie over de bloedsomloop in foetussen. Grant was een vrijdenker en stond open voor ideeën die in die tijd als radicaal beschouwd werden. Zo citeerde hij Erasmus Darwins Zoönomica, een gedicht over het idee dat soorten door evolutie uit andere soorten kunnen ontstaan, in zijn dissertatie. In plaats van een praktijk als arts te beginnen besloot hij zich toe te leggen op de mariene biologie en vergelijkende anatomie, wat hem mogelijk werd gemaakt dankzij de erfenis van zijn vader.

### Reizen
Na afloop van zijn studie besloot Grant zijn kennis aan te vullen met een reis door Europa, zoals gebruikelijk was in die tijd. Hij reisde over Londen naar Parijs, waar hij de winter van 1815 op 1816 doorbracht. Aan de Jardin des Plantes volgde hij colleges in de vergelijkende anatomie van Henri Marie Ducrotay de Blainville, in de geologie van Barthélemy Faujas de Saint-Fond, in de mineralogie van René-Just Haüy, aan de École de Médecine van André Marie Constant Duméril en Anthelme Louis Claude Marie de Richerand (1779-1840) en aan het Institut de France colleges van Georges Cuvier. Tijdens zijn verblijf in Parijs kwam hij in contact met Étienne Geoffroy Saint-Hilaire, Jean-Baptiste de Lamarck en Pierre André Latreille. Thomas Addison hoorde tot zijn medestudenten.
Na de winter maakte Grant een reis door Frankrijk, waarna hij negen maanden in Rome doorbracht om Italiaans te leren. In Rome volgde hij colleges in de vergelijkende anatomie van Luigi Metaxa (1778-1842) aan de Sapienza Università di Roma. Het daaropvolgende jaar reisde hij door Italië, waarbij hij de academia van Florence, Pisa, Padua en Pavia bezocht. Hij bestudeerde zeedieren aan de kust bij Livorno, Genua en Venetië. In 1817 keerde hij over Genève terug naar Parijs.
Daar aangekomen besloot hij naar Dresden te reizen, om Duits te leren. Hij bleef meer dan een jaar in Saksen om in maart 1819 naar Praag en Wenen te reizen. Na een maand in München trok hij drie maanden lang door Tirol en Zwitserland om ten slotte over Grenoble en Avignon in oktober 1819 in Montpellier aan te komen. In al deze steden bestudeerde hij de natuurhistorische verzamelingen en bezocht hij colleges aan de plaatselijke universiteiten. Vanuit Montpellier reisde hij weer terug naar Parijs, een stad die hij tot het einde van zijn leven regelmatig bleef bezoeken. De winter van 1820 bracht hij in Londen door, waar hij met hulp van Jameson lid werd van de Linnean Society of London. Daarna keerde hij ten slotte naar zijn geboortestad Edinburgh terug.

### Edinburgh
Na zijn terugkeer vestigde Grant zich als arts in Edinburgh. In 1827 werd hij gekozen tot fellow van de Royal College of Physicians of Edinburgh. Grant was in Parijs onder de indruk geraakt door de nauwkeurige vergelijkende anatomische studies van Cuvier. Hij begon de anatomie van ongewervelde zeedieren te bestuderen, die hij langs de kust van de Firth of Forth verzamelde, sommige in de omgeving van zijn huis aan de kust bij Prestonpans, anderen op vissersboten.
In 1822 had Grant voor persoonlijk gebruik Cuviers boek Le Règne Animal vertaald naar het Engels en op aanraden van Jameson begon hij nu met het vertalen van Meckels System der vergleichenden Anatomie. In 1824 verzocht de anatoom John Barclay (1758-1826) hem in zijn colleges die hij aan de universiteit van Edinburgh gaf het gedeelte over ongewervelden op zich te nemen. In de herfst trok Grant langs de kusten van Schotland, Ierland en kleinere omliggende eilanden voor zijn onderzoek naar de zoölogie en zoötomie van ongewervelden, met name sponsdieren. In 1825 maakte hij zijn ontdekkingen in een serie publicaties bekend. Deze vestigden zijn naam in de wetenschappelijke wereld en sommige werden in het Frans vertaald.
In november 1826 werd Grant in de raad van de Wernerian Natural History Society gekozen. Grant nam zijn studenten, waaronder ook Charles Darwin, mee op zijn tochten langs de kusten van de Firth of Forth. Darwin vertelde Grant over zijn bestudering van de eieren van de bloedzuiger Pontobdella muricata, die hij in oesters aantrof. Grant publiceerde de ontdekkingen van zijn student waarbij hij Darwins naam vermeldde.

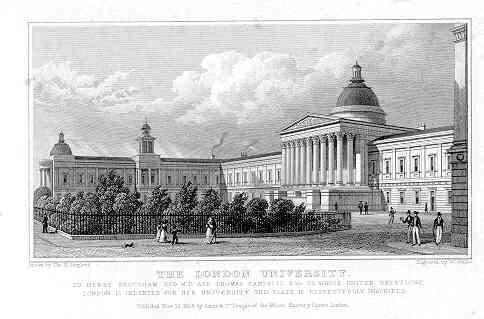
Het hoofdgebouw van de universiteit van Londen in 1828. Tekening door Thomas Hosmer Shepherd (1792–1864).

### University College
Toen aan de nieuw gestichte University College in Londen een leerstoel in de zoölogie en vergelijkende anatomie gecreëerd werd, adviseerden Robert Jamesson, David Brewster, Alexander Monro en anderen Grant in deze positie te benoemen. Daarop nomineerde Lord Brougham Grant officieel. In januari 1827 werd Grant in Londen aangesteld. Al in zijn eerste jaar aan University College gaf hij meer dan 150 colleges.
In november 1828 werd Grant lid van de Zoological Society of London en in mei 1830 lid van de Geological Society of London. In 1829 werd hij in het bestuur van de Linnean Society gekozen en in 1832 in het bestuur van de Geological Society. Omdat er aan het University College nog geen leerstoel in de geologie was, gaf Grant ook colleges in de geologie en paleontologie. Colleges in de stratigrafie werden door Edward Turner gegeven, John Lindley gaf les over fossiele planten en Grant zelf over fossiele dieren.
In 1833 begon Grant naast zijn universitaire verplichtingen voor de Zoological Society een 40 voorlezingen omvattende cursus over de fysiologie en classificatie van het dierenrijk. Hetzelfde jaar werd hij tot lid van het bestuur van deze society gekozen. Dit stelde hem voor het probleem dat hij zijn onderzoek niet meer in het tijdschrift van de society kon publiceren. Hij publiceerde een 60-delige serie artikelen over de fysiologie en vergelijkende anatomie van het dierenrijk daarom in het radicaal-progressieve tijdschrift The Lancet. Aan het Royal Institution hield Grant vanaf 1834 voorlezingen over de anatomie, fysiologie en classificatie van ongewervelden. Ook gaf hij in 1834 en begin 1835 colleges over de menselijke fysiologie, waarbij hij galvanistische demonstraties gaf en microscopische practica.

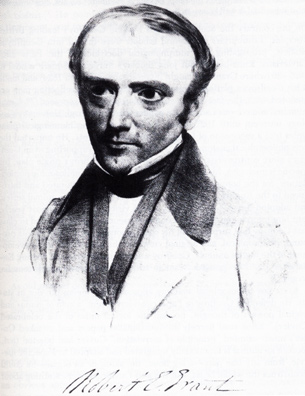
Portret van Grant rond 1837-1840

Grant was in Londen een voorstander van het omvormen van het British Museum van een door de aristocratie beheerste verzameling curiositeiten tot een professioneel onderzoeksinstituut zoals de Franse musea en instituten. Samen met het feit dat hij de evolutietheorieën van Geoffroy en Lamarck aanhing werd hij als een radicaal gezien. Zijn tegenstanders waren de conservatieve tories, waaronder de invloedrijke anatoom Richard Owen. Toen Charles Darwin terugkwam van zijn reis met de Beagle, bood Grant aan te helpen met het beschrijven en catalogiseren van de meegebrachte verzamelingen. Darwin wees het aanbod echter af, wellicht omdat hij Grant te controversieel achtte om diens naam aan zijn werk verbonden te zien. Dit zorgde ervoor dat de meegebrachte koralen niet beschreven werden en de twee schijnen daarna geen contact meer te hebben gehad.
In 1835 werd Grant lid van de Entomological Society of London en in 1836 van de Royal Society. Tussen 1837 en 1840 hield hij voor het Royal Institution een serie voorlezingen over de voeding, motoriek en waarneming bij dieren. Hij gaf twee voorlezingen over straaldiertjes aan het British and Foreign Institute. In 1842 identificeerde en catalogiseerde hij in Noord-Amerika opgegraven beenderen van mastodonten. Daarnaast was hij een van de eerste leden van de Philological Society of London, vanwege zijn interesse in talen. In de jaren 40 van de 19e eeuw leerde hij Nederlands.
In de zomer reisde hij naar het buitenland. Zo bleef hij regelmatig Parijs bezoeken, in 1831 samen met Owen. In 1844 en 1849 bezocht hij België, waarbij hij in Brussel, Antwerpen, Gent, Leuven en Luik verbleef. In 1846 reisde hij met zijn Indische student Soorjo Chuckerbutty een jaar door Duitsland. In 1848 en 1850 bezocht Nederland, waarbij hij Leiden en Utrecht bezocht.
Vanaf de jaren 40 ging het minder met Grants carrière. Dit kwam vooral doordat zijn plek als meest vooraanstaande anatoom door Owen werd overgenomen. Owen was ambitieus en bovendien een tegenstander van de transmutatietheorie van Lamarck en Geoffroy. Hoewel hij evolutie van soorten niet geheel uitsloot, viel hij de in die tijd radicale ideeën van Grant hard aan. Als atheïst en vermoedelijk homoseksueel was Grant waarschijnlijk ook te veel een buitenbeentje om bij de victoriaanse elite aan te kunnen sluiten.
In 1847 werd Grant decaan van de medische faculteit van de universiteit van Londen. Tussen 1853 en 1859 was hij ook Swiney professor voor geologie aan het British Museum. Grant stierf in 1874 na een twee weken durende ziekte. Hij werd begraven op het Highgate Cemetery in Londen en liet zijn omvangrijke collecties en bibliotheek na aan de universiteit.

## Werk

### Politieke ideeën
Grant was een progressief denker, zowel in de wetenschap als in politieke zin. Hij was een materialist die geen plaats zag voor het bovennatuurlijke in de biologie. Hij was een aanhanger van de British Medical Association (die in die tijd anti-establishment was), en bewonderde de radicale politicus Thomas Wakley (1795-1862), oprichter van het tijdschrift The Lancet.
Toen Grant naar Londen kwam kon hij geen lid worden van het Royal College of Physicians, omdat alleen medici met een diploma van Oxford of Cambridge toegelaten werden. Alleen leden van de Anglicaanse Kerk konden aan deze twee universiteiten studeren. Om in Engeland toch als arts te kunnen werken moest het College of Physicians een vergunning verlenen. Om principiële redenen weigerde Grant deze vergunning aan te vragen, waardoor hij een lucratieve bron van inkomsten misliep. Zijn salaris aan het University College bedroeg slechts £39 per jaar. Hij voerde samen met andere radicalen campagne om zowel het Royal College of Physicians als het Royal College of Surgeons te hervormen. De radicalen wilden dat niet de aristocratische colleges maar de Britse regering voortaan de vergunningen voor apothekers en artsen verleende.
Wakley prees Grant om zijn standpunten en gaf hem de gelegenheid zijn cursus vergelijkende anatomie in 60 delen in The Lancet te publiceren. Dit was de eerste keer dat dergelijke kennis voor het grote publiek beschikbaar werd in Engeland. De cursus was bovendien materialistisch van aard en schuwde elke verwijzing naar natuurlijke theologie.

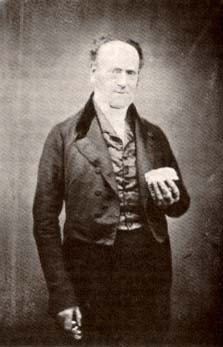
Robert E. Grant rond 1850.

### Biologie
Grant was een goede vriend van de Franse evolutionist Étienne Geoffroy Saint-Hilaire en werd sterk door hem beïnvloed. Geoffroy geloofde in een God, maar ook dat de natuur met natuurwetten te beschrijven is, waarbij er geen plek is voor bovennatuurlijke verklaringen. Deze stroming, het zogenaamde deïsme, wijst het bestaan van openbaringen en wonderen af en ziet de Bijbel niet als letterlijke waarheid. Deïsme was wijdverspreid tijdens de Verlichting.
Geoffroy ging niet uit van een gemeenschappelijke afstamming van al het leven, maar van bepaalde archetypes die kunnen evolueren naar verbeterde versies. Hij dacht dat verandering in organismes een gevolg was van een verandering in de leefomgeving. Hierin verschilde hij van Lamarck, die dacht dat veranderingen in gewoontes en gebruik van organen evolutie aansturen. Geoffroy maakte gebruik van het concept van homologieën, waarmee hij bijvoorbeeld in staat was aan te tonen dat alle gewervelden op één archetype terug te voeren zijn.
In tegenstelling tot Engeland, vonden de ideeën van Franse evolutionistische geleerden in Schotland al snel een grote aanhang, met name onder de politieke radicalen. Grant introduceerde deze ideeën, waaronder het concept van homologieën, de theorieën van Geoffroy, Lamarck en De Blainville en de recapitulatietheorie in Londen. Hij publiceerde in 1826 voor het eerst over evolutie. Volgens Grant was in de opeenvolging van fossielen in gesteentelagen een duidelijke verandering van organismen uit "primitieve" grondvormen te herkennen, die gedreven werd door de invloed van "externe omstandigheden". Hij ging, in tegenstelling tot Geoffroy, ook uit van een gemeenschappelijke voorouder voor dieren en planten, terwijl de basisvormen die hij herkende door spontane generatie zouden zijn ontstaan. Zijn ideeën kunnen daarmee zowel tot het materialisme als tot het reductionisme gerekend worden en geven daarnaast aan dat hij atheïst was. Hij ging daarom verder dan zowel Geoffroy als Lamarck, hoewel hij nog geen sluitende verklaring voor de evolutie van soorten kon geven, zoals Darwin later zou doen.
Grants grootste tegenstander, Richard Owen, wees zijn vergaande ideeën over evolutie af. Owen geloofde dat evolutie vanuit bepaalde archetypen mogelijk was op beperkte schaal, en was voor de Britse elite bovendien een minder controversieel figuur. Mede daardoor kon de ambitieuze Owen in de jaren 40 en 50 van de 19e eeuw Grant uit zijn vooraanstaande positie in de wetenschappelijke instituten van Londen verdrijven. Het gevolg was dat Grant in de vergetelheid raakte. De evolutionisten bleven tot de publicatie van Darwins On the origin of species in 1859 een minderheid vormen.

### Erkenning
John Fleming noemde in 1828 een geslacht van kalksponzen naar Grant: Grantia. Grant was erelid van onder andere de Royal Zoological Society of Ireland, de Société de Statistique de Paris, de Medical Society of London en de British Medical Association.